# Улица Акопянца
Улица Акопянца (до 1977 года называлась Неглинной, ранее — Загородной) — улица в городе Пятигорске в районе Верхнего Рынка. Ориентирована в направлении восток-запад. Ограничена улицей Леваневского и проспектом 40 лет Октября, где она упирается в Пятигорский государственный технологический университет. Застроена, преимущественно, жилыми домами постройки конца XIX — начала XX века.

## Название
Улица названа в 1977 году в честь Героя Советского Союза Георгия Тамразовича Акопянца.

## Теракт8 декабря2000 года
В районе Верхнего рынка одновременно были взорваны два автомобиля, один из взрывов произошёл на улице Акопянца. В результате терактов погибли 4 человека, 45 ранены. 12 июля 2002 года Ставропольский краевой суд признал Арасула Хубиева виновным в совершении теракта и приговорил его к пожизненному заключению.